# Fermo Guisoni
Fermo Guisoni (Mântua, c. 1510 — Roma, c. 1580) foi um pintor renascentista italiano.

Crucificação, Basílica de Sant'Andrea (Mantova), 1556

## Biografia
Fermo Guisoni foi um pintor maneirista italiano do Renascimento, ativo principalmente em sua cidade natal, Mântua.
Ele foi um dos principais colaboradores do pintor Giulio Romano. Ambos fizeram parte da chamada Escola de Mântua, uma das escolas do renascimento italiano.
Ele pintou o afresco da cúpula da Catedral de San Pietro em Mântua e também um afresco representando os santos Pedro e Paulo em pescadores.

## Obras
- Crucificação com os Santos Pedro e André (Vocação dos Santos Apóstolos Pedro e André), a Catedral de Mântua.
- San Giovanni Evangelista.[2]
- Genealogia da família Gonzaga, Mantova.[3]